# Robert Lavergne (homme politique)
Pour les articles homonymes, voir Robert Lavergne et Lavergne.
Robert Lavergne, né le 4 février 1908 à Mouy (Oise) et mort le 13 août 1972 à Asnières-sur-Seine (Hauts-de-Seine), est un homme politique français.

## Détail des fonctions et des mandats
Mandat parlementaire
- 13 août 1968[3] - 13 août 1972 : Député de la 2e circonscription des Hauts-de-Seine, en sa qualité de suppléant d’Albin Chalandon, nommé ministre de l'équipement et du logement.

Mandats locaux
- Conseiller général de la Seine (16e secteur) : 1959 - 1967.
- Conseiller général du Canton d'Asnières-sur-Seine-Sud (1967 → 1972).
- Membre du conseil d'administration du District d'Île-de-France (prédécesseur de la Région d'Île-de-France) (1971[4] → 1972)